# Astenus estrellensis
Astenus estrellensis é uma espécie de insetos coleópteros polífagos pertencente à família Staphylinidae.
A autoridade científica da espécie é Coiffait, tendo sido descrita no ano de 1969.
Trata-se de uma espécie presente no território português.